# Gryllacris barussa
Gryllacris barussa is een rechtvleugelig insect uit de familie Gryllacrididae. De wetenschappelijke naam van deze soort is voor het eerst geldig gepubliceerd in 1931 door Karny.